# Unterseeboot UB-5
Pour les autres navires du même nom, voir Unterseeboot 3.
L'Unterseeboot UB-5 est un sous-marin (U-Boot) allemand de type UB I utilisé par la Kaiserliche Marine pendant la Première Guerre mondiale. Il a coulé cinq navires au cours de sa carrière et a été démantelé en Allemagne en 1919.

## Conception
Après l’avancée rapide de l’armée allemande le long de la côte de la mer du Nord au début de la Première Guerre mondiale, la marine impériale allemande s’est retrouvée sans sous-marins appropriés pouvant être utilisés dans les eaux étroites et peu profondes au large des Flandres,. Le projet 34, un effort de conception commencé à la mi-août 1914, a produit la conception du Type UB I : un petit sous-marin qui pouvait être expédié par chemin de fer jusqu’à un port d’opérations et rapidement assemblé. Contrainte par les limites de taille des chemins de fer, la conception de l’UB I prévoyait un bateau d’environ 28 mètres de long et déplaçant environ 125 tonnes, avec deux tubes lance-torpilles. L'UB-5 faisait partie du lot initial de huit sous-marins, numérotés UB-1 à UB-8, commandés le 15 octobre à Germaniawerft de Kiel, un peu moins de deux mois après le début de la planification de la classe,.
L'UB-5 mesurait 28,10 mètres de long, 3,15 mètres de large et avait un tirant d'eau de 3,03 mètres. Il était équipé d’un seul moteur Diesel Daimler 4 cylindres de 59 ch (44 kW) pour la navigation en surface, et d’un seul moteur électrique Siemens-Schuckert de 119 ch (89 kW) pour la navigation sous-marine, tous deux entraînant un seul arbre d'hélice. Ses vitesses de pointe étaient de 6,47 nœuds (11,98 km/h) en surface et de 5,51 nœuds (10,20 km/h) en immersion. À des vitesses plus modérées, il pouvait naviguer jusqu’à 1650 milles marins (3060 km) en surface avant de devoir se ravitailler, et jusqu’à 45 milles marins (83 km) en immersion avant de recharger ses batteries. Comme tous les bateaux de la classe, l'UB-5 était évalué à une profondeur de plongée de 50 mètres et pouvait s’immerger complètement en 33 secondes.
L'UB-5 avait un déplacement entre 127 et 142 tonnes, selon qu’il était en surface ou immergé. Il transportait deux torpilles de 450 mm pour ses deux tubes lance-torpilles d’étrave et était également armé d’une mitrailleuse de 8 millimètres montée sur le pont. L’effectif standard de l'UB-5 se composait d’un officier et de treize hommes du rang.

## Carrière
L'UB-5 a été commandé en octobre 1914 et a été mis sur cale au chantier naval Germaniawerft à Kiel le 22 novembre. Une fois les travaux sur l'UB-5 terminés au chantier Germaniawerft, l'UB-5 a été préparé pour l’expédition ferroviaire. Le processus d’expédition d’un bateau UB I impliquait de décomposer le sous-marin en ce qui était essentiellement un kit. Chaque bateau a été découpé en une quinzaine de sections et chargé sur huit wagons plats. Au début de l’année 1915, les sections de l'UB-5 furent expédiées à Anvers pour être réassemblé, un processus qui prenait généralement deux à trois semaines. Après l’assemblage et le lancement de l'UB-5 en mars 1915, il a été chargé sur une barge et emmené à travers les canaux jusqu’à Bruges où il a subi des essais.
Le sous-marin a été mis en service dans la marine impériale allemande le 25 mars sous le nom de UB-5, sous le commandement de l'Oberleutnant zur See Wilhelm Smiths, un officier de 28 ans qui en était à sa première expérience comme commandant de sous-marin,. L'UB-5 rejoignit bientôt les autres sous-marins UB I qui constituaient alors la flottille des Flandres (en allemand : U-boote des Marinekorps U-Flotille Flandern), qui avait été créée le 29 mars. Lorsque l'UB-5 rejoignit la flottille, l’Allemagne était au milieu de sa première offensive sous-marine, commencée en février. Au cours de cette campagne, les navires ennemis dans la zone de guerre définie par l’Allemagne (en allemand : Kriegsgebiet), qui englobait toutes les eaux autour du Royaume-Uni (y compris la Manche), devaient être coulés. Les navires des pays neutres ne devaient pas être attaqués à moins qu’ils ne puissent être définitivement identifiés comme des navires ennemis opérant sous faux pavillon.
Les bateaux UB I de la flottille des Flandres étaient initialement limités à des patrouilles dans le Hoofden, la partie sud de la mer du Nord entre le Royaume-Uni et les Pays-Bas. L'UB-4 effectua la première sortie de la flottille le 9 avril, et l'UB-5 partit pour sa première patrouille peu de temps après. Le 15 avril, à 6 milles marins (11 km) du bateau-phare Noordhinder, l'UB-5 remporta son premier succès lorsqu’il torpilla et coula le vapeur britannique Ptarmigan,,. Le vapeur de 784 tonneaux de jauge brute (TJB) transportait une cargaison de Rotterdam à Londres lorsqu’il a coulé avec la perte de huit membres d’équipage.

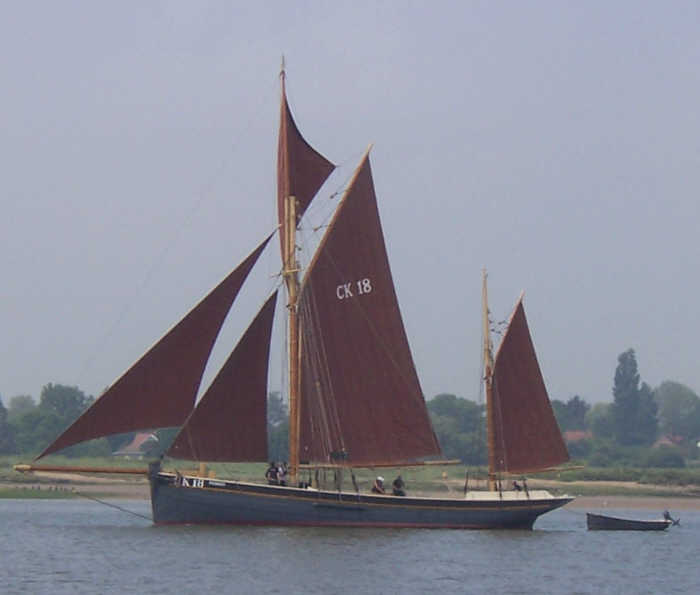
Quatre des cinq victimes de l’UB-2 étaient des smacks de pêche, traditionnellement équipés de voiles ocre rouge, comme ce smack contemporain

Après que le navire jumeau de l'UB-5, l'UB-6, ait ouvert une voie pour contourner les filets anti-sous-marins et les mines britanniques dans le pas de Calais à la fin du mois de juin, les bateaux de la flottille ont commencé à patrouiller dans l’ouest de la Manche. Les UB-2, UB-5 et UB-10 suivirent rapidement avec des patrouilles dans la Manche, mais furent gênés par le brouillard et le mauvais temps. Même si aucun des bateaux n’a coulé de navires, en terminant avec succès leurs voyages, ils ont contribué à prouver la faisabilité de vaincre les défenses britanniques dans le pas de Calais.
Les 13 et 14 août, alors qu’il patrouillait dans la région de Lowestoft-Cromer, l'UB-5 coula quatre bateaux de pêche britanniques d’un tonnage combiné d’un peu plus de 200 tonneaux de jauge brute, les plus importants étant le Sunflower et le J.W.F.T., chacun de 60 tonneaux de jauge brute,,,,. Les quatre smacks (des voiliers traditionnellement gréés avec des voiles ocre rouge) ont été arraisonnés, abordés par des membres d’équipage de l'UB-5 et coulés avec des explosifs,. Ce sont les derniers navires que l’UB-5 a coulés pendant la guerre.
L’offensive sous-marine allemande est suspendue le 18 septembre par le chef de l’Admiralstab, l’amiral Henning von Holtzendorff, en réponse aux demandes américaines après le naufrage du vapeur Lusitania de la Cunard Line en mai 1915 et d’autres naufrages très médiatisés en août et septembre. La directive de Holtzendorff ordonnait à tous les sous-marins allemands de quitter la Manche et les approches sud-ouest et exigeait que toute activité sous-marine en mer du Nord soit menée strictement selon les règlements sur les prises. Peu de temps après cette cessation des attaques, l'UB-5 est transféré à la flottille de la Baltique (en allemand : U-boote der Ostseetreitträfte V. U-Halbflotille) le 9 octobre.
Les bateaux de la flottille de la Baltique étaient basés à Kiel, Dantzig ou Libau, mais l’endroit où l'UB-5 était stationné pendant cette période n’est pas indiqué dans les sources. Le 21 septembre 1916, l'UB-5 est transféré à des tâches d’entraînement. Selon les auteurs R.H. Gibson et Maurice Prendergast, les sous-marins affectés à des tâches d’entraînement étaient des « embarcations usées par la guerre » inaptes au service. À la fin de la guerre, les Alliés exigent que tous les sous-marins allemands soient conduits à Harwich pour se rendre. L'UB-5 était l’un des huit sous-marins jugés inaptes à la navigation et autorisés à rester en Allemagne. L'UB-5 a été démantelé par Dräger à Lübeck en 1919.

## Navires coulés[16]
| Date          | Nom        | Nationalité    | Tonnage | Destin |
| ------------- | ---------- | -------------- | ------- | ------ |
| 15 avril 1915 | Ptarmigan  | United Kingdom | 784     | Coulé  |
| 13 août 1915  | Sunflower  | United Kingdom | 60      | Coulé  |
| 13 août 1915  | E.M.W.     | United Kingdom | 47      | Coulé  |
| 13 août 1915  | J.W.F.T.   | United Kingdom | 60      | Coulé  |
| 14 août 1915  | White City | United Kingdom | 45      | Coulé  |

## Affectations
- Flottille des Flandres : de mars à octobre 1915
- Flottille de la Baltique[2] : du 9 octobre 1915 au 21 septembre 1916
- Flottille d’entraînement : du 21 septembre 1916 au 11 novembre 1918

## Commandants
- Oberleutnant zur See Wilhelm Smiths : du 25 mars 1915 au 21 septembre 1916[2]